# Cango Caves

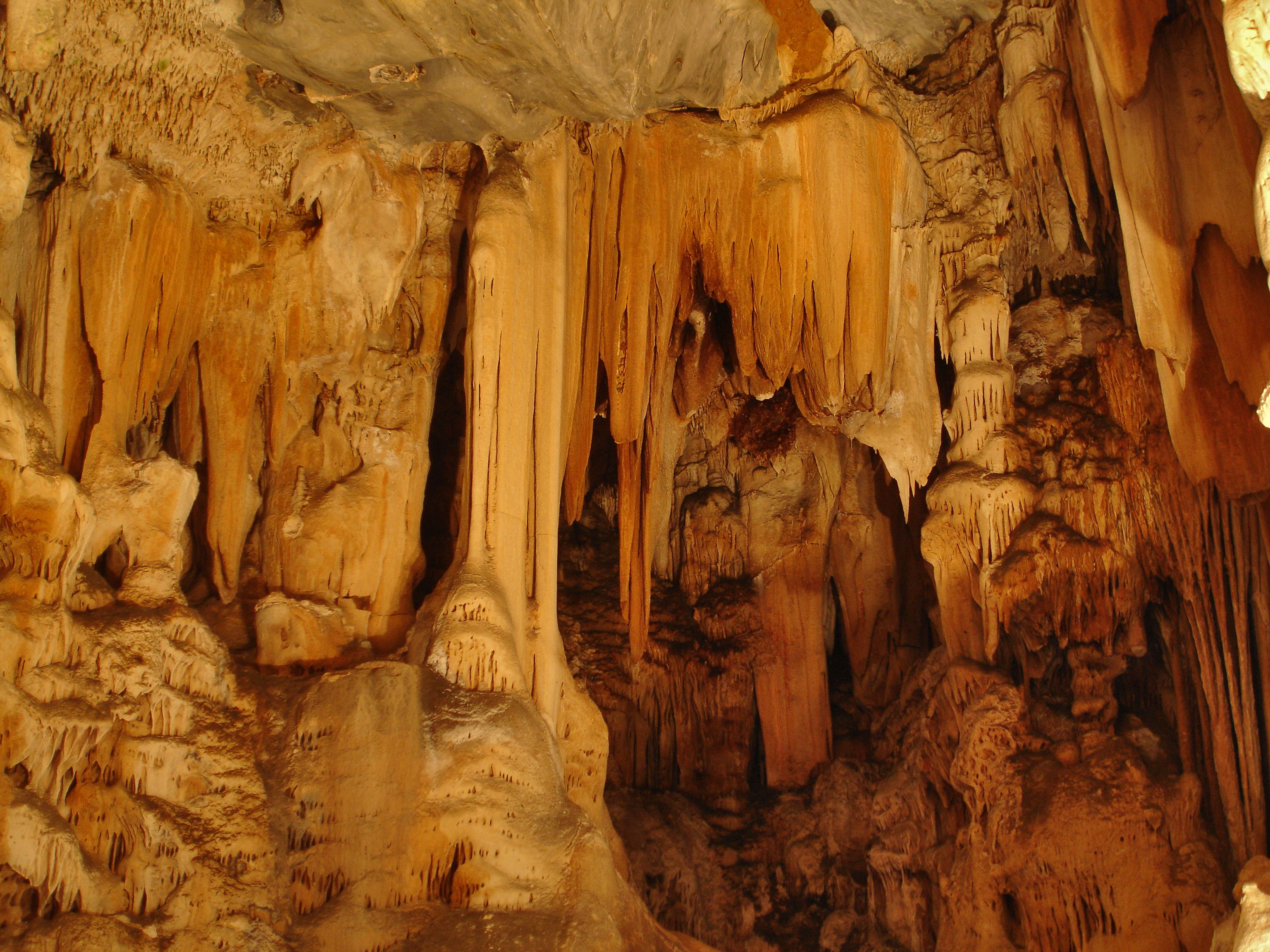
Tropfsteine an der Höhlendecke von Cango 1

Die Cango Caves sind ein Höhlensystem in der südafrikanischen Provinz Westkap und werden zu den schönsten Höhlensystemen der Welt gezählt.
Das Höhlensystem liegt in den Swartbergen (in der Kleinen Karoo nördlich von Oudtshoorn) und besteht aus drei Abschnitten (Cango 1, 2 und 3) mit einer Gesamtlänge von über vier Kilometern.
Die erste und größte Kammer ist etwa 90 Meter lang, 50 Meter breit und bis zu 18 Meter hoch. Der schmalste Abschnitt („Letterbox“ genannt) hat einen Abstand von 60 cm von der Decke bis zum Boden und ist ca. 5 Meter lang.
Alle Höhlen enthalten umfangreiche Tropfstein-Formationen von beeindruckender Größe. Die Abschnitte Cango 2 und 3 sind geschützt und nicht öffentlich zugänglich.

## Geschichte
Die im Eingangsbereich der Höhle gemachten Funde belegen eine lange menschliche Nutzung der Höhle seit etwa 10.000 Jahren.
1780 erfolgte die (Wieder-)Entdeckung der Höhle durch einen Hirten. Im selben Jahr erkundete der Farmer van Zyl den Beginn der ersten Kammer des Höhlensystems direkt hinter dem Eingang.
1792 wurde die Höhle weiter erkundet und eine zweite Kammer entdeckt.
1972 wurde die 270 Meter lange Höhle „Cango 2“ entdeckt, die Fortsetzung der – heute als „Cango 1“ bezeichneten – zuerst entdeckten Höhle.
1975 wurde die 1600 Meter lange Höhle „Cango 3“ entdeckt.

## Besichtigung
Cango 1 ist für Besucher zugänglich – im Rahmen einer normalen Besichtigung sind etwa 600 m, im Rahmen einer erweiterten Besichtigung sind etwa 1200 m zugänglich. Der ehemals schwer zugängliche Weg über Steine und Spalten wurde mit dem Schlamm, der ursprünglich den Höhleneingang blockiert hatte, eingeebnet.

## Lage
Die Cango Caves liegen rund 29 Kilometer nördlich Oudtshoorn an der R 328 und gelten als eine Attraktion der Garden Route.

## Konzert
Der deutsche Chorleiter Günter Kallmann gab am 26. Februar 1966 ein Konzert in den Cango Caves. Die Aufnahmen wurden noch im selben Jahr auf der LP In the Cango Caves with the Günter Kallman Choir in Südafrika veröffentlicht.